# Hesychotypa jaspidea
Hesychotypa jaspidea är en skalbaggsart som först beskrevs av Bates 1865.  Hesychotypa jaspidea ingår i släktet Hesychotypa och familjen långhorningar.
Artens utbredningsområde är Guyana. Inga underarter finns listade i Catalogue of Life.